# Cinnyris coccinigastrus
Cinnyris coccinigastrus е вид птица от семейство Nectariniidae.